# Science Fiction (czasopismo)
Science Fiction – polski miesięcznik literacki w całości poświęcony tematyce fantastycznej, ukazujący się w latach 2001-2012. Nastawiony był przede wszystkim na publikację polskich opowiadań.

## Historia
Czasopismo zostało założone w 2001 przez jego pierwszego redaktora naczelnego, Roberta J. Szmidta. W 2005 nastąpiła zmiana wydawcy, przy czym prawa do tytułu zachował poprzedni wydawca. W związku z tym pismo zmieniło nazwę na „Science Fiction, Fantasy i Horror”, jego pierwszy numer ukazał się w listopadzie 2005. Pod starym tytułem ukazało się 51 numerów. W maju 2009 nowym wydawcą „SFFiH” zostało wydawnictwo Fabryka Słów, a stanowisko redaktora naczelnego od numeru 44 objął Rafał Dębski. W kwietniu 2012 roku, w numerze 78, redaktor naczelny ogłosił zawieszenie wydawania magazynu. Jako przyczynę podano problemy finansowe związane z kryzysem gospodarczym. Jednocześnie – zarówno we wstępie redakcyjnym w numerze 78, jak i na stronie internetowej pisma – wyrażono nadzieję na wznowienie wydawania magazynu w przyszłości. Ostatnim numerem „Science Fiction Fantasy i Horror” był numer 79 (maj 2012).
Wśród publicystów stale publikujących w czasopiśmie znajdowali się (do zawieszenia magazynu): Rafał Kosik, Andrzej Pilipiuk, Jarosław Grzędowicz, Dariusz Domagalski i Artur Szrejter. Wcześniej lub okazjonalnie publikowali również: Romuald Pawlak, Adam Cebula, Tomasz Bochiński, Agnieszka Szady, Jacek Dukaj i Feliks W. Kres.

## Tematyka
Magazyn koncentrował się głównie na publikowaniu opowiadań, mikropowieści i miniatur (shortów) polskich autorów, choć okazjonalnie pojawiały się w nim także pozycje tłumaczone z języków obcych – w tym z mało znanych w Polsce rynków wschodnich. W każdym numerze znajdowało się kilka opowiadań oraz stała liczba pozycji publicystycznych. Autorzy przewijający się przez łamy pisma byli często debiutantami – nie brakowało jednak także uznanych nazwisk polskiego światka fantastyki. Pojawiały się recenzje filmów, seriali i książek o tematyce fantastycznej. Regularnie organizowano konkursy z nagrodami (zwłaszcza Nagroda Nautilus, przyznawana od 2004 do 2012).